# Ben Sigmund
Ben Sigmund, novozelandski nogometaš, * 3. februar 1981, Blenheim,  Nova Zelandija.
Sigmund je nekdanji nogometni centralni branilec, dolgoletni član Wellington Phoenixa in tudi novozelandske reprezentance.

## Reprezentančni goli
| #                             | Datum             | Nasprotnik           | Izid | Razplet | Tekmovanje              |
| 1                             | 6 .september 2008 | Nova Kaledonija      | 1–3  | zmaga   | Prvenstvo Oceanije 2008 |
| 2                             | 12 .oktober 2012  | Francoska Polinezija | 2–0  | zmaga   | Kval.za SP 2014         |
| Zadnje spremembe: 18.maj 2013 |                   |                      |      |         |                         |